# Jules de Gaultier
Jules Achille de Gaultier de Laguionie (París, 1858-Boulogne-sur-Mer, Paso de Calais, 1942) fue un filósofo francés. Su pensamiento está muy influido por el de Arthur Schopenhauer. Muy interesado en la obra del novelista Gustave Flaubert, fue el creador del término bovarismo, que ha pasado a definir cierto estado de insatisfacción crónica.

## Obras
- Le Bovarysme, la psychologie dans l’œuvre de Flaubert (1892)
- Feuilleton philosophique, Introduction à la vie intellectuelle, "Revue blanche", IX (1895)
- De Kant à Nietzsche (1900)
- Le Bovarysme (1902)
- La Fiction universelle (1903)
- Nietzsche et la réforme philosophique (1904)
- Raisons de l'idéalisme (1906)
- La Dépendance de la morale et l'indépendance des mœurs (1907)
- Entretiens avec ceux d'hier et d'aujourd’hui. Comment naissent les dogmes (1912)
- Le Génie de Flaubert (1913)
- La Philosophie officielle et la philosophie (1922)
- La Vie mystique de la nature (1924)
- La Sensibilité métaphysique (1924)
- Nietzsche (1926)